# Rio Hănţeşti
O Rio Hănţeşti é um rio da Romênia, afluente do Siret, localizado no distrito de Suceava.